# WHOIS
WHOIS (от англ. who is — «кто это?») — сетевой протокол прикладного уровня, базирующийся на протоколе TCP (порт 43). Основное применение — получение регистрационных данных о владельцах доменных имён, IP-адресов и автономных систем.
Протокол подразумевает архитектуру «клиент-сервер» и используется для доступа к публичным серверам баз данных (БД) регистраторов IP-адресов и регистраторов доменных имён. Текущая версия этого протокола описана в RFC 3912. Чаще всего WHOIS-клиенты реализованы в виде консольных программ. Однако, поскольку для многих пользователей командная строка недоступна или неудобна, на основе консольных клиентов обычно создаются веб-формы, доступные пользователям на многих сайтах в Интернете. Кроме того, существуют WHOIS-клиенты и с графическим интерфейсом.
Изначально целью появления системы WHOIS на свет было дать возможность системным администраторам искать контактную информацию других администраторов IP-адресов или доменных имён (аналогично «Белым страницам», «white pages»).
У WHOIS есть аналог — стандарт протокола RWhois.

## Централизованная и распределённая модели
Базы данных, имеющие WHOIS-интерфейс, бывают централизованными и распределёнными.
- В первом случае один WHOIS-сервер содержит полную БД и отвечает на запросы, касающиеся всех регистраторов. По такой схеме построен WHOIS-сервер, например, для доменов .org и .ru.
- Во втором случае центральный WHOIS-сервер не содержит полной БД и лишь перенаправляет пользователя на WHOIS-сервер соответствующего регистратора. По такой схеме работает WHOIS для домена .com. Когда WHOIS-клиент «умеет» распознавать такое перенаправление, он сам запрашивает нужный периферийный WHOIS-сервер, в противном случае пользователю приходится делать это вручную. В протоколе WHOIS не предусмотрено различения централизованной и распределённой моделей.

Конкретная реализация хранилища регистрационных записей зависит от регистратора. Некоторые домены верхнего уровня, включая .com и .net, используют распределённую архитектуру, что дает регистраторам возможность включать в записи произвольную информацию о своих клиентах. Другие реестры доменов, например .org, хранят данные централизованно.

## Интернационализация протокола
Изначально протокол WHOIS был создан без учёта поддержки национальных языков (с кодировкой символов ASCII) и сам по себе стандарт никак не регламентирует кодировку запросов клиента и ответа сервера. Для избежания этой неопределенности, в частности, в случае использования доменных имен и зон на национальном языке, в настоящее время используется специальный алгоритм кодирования punycode.

## Примеры

### Запрос о доменном имени
```
$> whois wikipedia.org
NOTICE: Access to .ORG WHOIS information is provided to assist persons in 
determining the contents of a domain name registration record in the Public Interest Registry
registry database. The data in this record is provided by Public Interest Registry
for informational purposes only, and Public Interest Registry does not guarantee its 
accuracy.  This service is intended only for query-based access.  You agree 
that you will use this data only for lawful purposes and that, under no 
circumstances will you use this data to: (a) allow, enable, or otherwise 
support the transmission by e-mail, telephone, or facsimile of mass 
unsolicited, commercial advertising or solicitations to entities other than 
the data recipient's own existing customers; or (b) enable high volume, 
automated, electronic processes that send queries or data to the systems of 
Registry Operator or any ICANN-Accredited Registrar, except as reasonably 
necessary to register domain names or modify existing registrations.  All 
rights reserved. Public Interest Registry reserves the right to modify these terms at any 
time. By submitting this query, you agree to abide by this policy.

Domain ID:D51687756-LROR
Domain Name:WIKIPEDIA.ORG
Created On:13-Jan-2001 00:12:14 UTC
Last Updated On:02-Dec-2009 20:57:17 UTC
Expiration Date:13-Jan-2015 00:12:14 UTC
Sponsoring Registrar:GoDaddy.com, Inc. (R91-LROR)
Status:CLIENT DELETE PROHIBITED
Status:CLIENT RENEW PROHIBITED
Status:CLIENT TRANSFER PROHIBITED
Status:CLIENT UPDATE PROHIBITED
Registrant ID:CR31094073
Registrant Name:DNS Admin
Registrant Organization:Wikimedia Foundation, Inc.
Registrant Street1:149 New Montgomery Street
Registrant Street2:Third Floor
Registrant Street3:
Registrant City:San Francisco
Registrant State/Province:California
Registrant Postal Code:94105
Registrant Country:US
Registrant Phone:+1.4158396885
Registrant Phone Ext.:
Registrant FAX:+1.4158820495
Registrant FAX Ext.:
Registrant Email:dns-admin@wikimedia.org
Admin ID:CR31094075
Admin Name:DNS Admin
Admin Organization:Wikimedia Foundation, Inc.
Admin Street1:149 New Montgomery Street
Admin Street2:Third Floor
Admin Street3:
Admin City:San Francisco
Admin State/Province:California
Admin Postal Code:94105
Admin Country:US
Admin Phone:+1.4158396885
Admin Phone Ext.:
Admin FAX:+1.4158820495
Admin FAX Ext.:
Admin Email:dns-admin@wikimedia.org
Tech ID:CR31094074
Tech Name:DNS Admin
Tech Organization:Wikimedia Foundation, Inc.
Tech Street1:149 New Montgomery Street
Tech Street2:Third Floor
Tech Street3:
Tech City:San Francisco
Tech State/Province:California
Tech Postal Code:94105
Tech Country:US
Tech Phone:+1.4158396885
Tech Phone Ext.:
Tech FAX:+1.4158820495
Tech FAX Ext.:
Tech Email:dns-admin@wikimedia.org
Name Server:NS0.WIKIMEDIA.ORG
Name Server:NS1.WIKIMEDIA.ORG
Name Server:NS2.WIKIMEDIA.ORG
Name Server: 
Name Server: 
Name Server: 
Name Server: 
Name Server: 
Name Server: 
Name Server: 
Name Server: 
Name Server: 
Name Server: 
DNSSEC:Unsigned

```

Для получения актуальных данных рекомендуется использовать официальный whois-сервер для зоны, например:
```
$> whois -h whois.pir.org wikipedia.org

```

### Запрос об IP-адресе
```
$> whois 207.142.131.202
#
# Query terms are ambiguous.  The query is assumed to be:
#     "n 207.142.131.202"
#
# Use "?" to get help.
#

#
# The following results may also be obtained via:
# http://whois.arin.net/rest/nets;q=207.142.131.202?showDetails=true&showARIN=false
#

NetRange:       207.142.0.0 - 207.142.255.255
CIDR:           207.142.0.0/16
OriginAS:       
NetName:        ALERON-207-142
NetHandle:      NET-207-142-0-0-1
Parent:         NET-207-0-0-0-0
NetType:        Direct Allocation
Comment:        ADDRESSES WITHIN THIS BLOCK ARE NON-PORTABLE
RegDate:        1996-06-03
Updated:        2005-02-08
Ref:            http://whois.arin.net/rest/net/NET-207-142-0-0-1

OrgName:        AGIS
OrgId:          AGIS
Address:        1015 31st St NW
City:           Washington
StateProv:      DC
PostalCode:     20007
Country:        US
RegDate:        1994-08-26
Updated:        2005-07-13
Ref:            http://whois.arin.net/rest/org/AGIS

OrgAbuseHandle: COGEN-ARIN
OrgAbuseName:   Cogent Abuse
OrgAbusePhone:  +1-877-875-4311 
OrgAbuseEmail:  abuse@cogentco.com
OrgAbuseRef:    http://whois.arin.net/rest/poc/COGEN-ARIN

OrgNOCHandle: ZC108-ARIN
OrgNOCName:   Cogent Communications
OrgNOCPhone:  +1-877-875-4311 
OrgNOCEmail:  noc@cogentco.com
OrgNOCRef:    http://whois.arin.net/rest/poc/ZC108-ARIN

OrgTechHandle: IPALL-ARIN
OrgTechName:   IP Allocation
OrgTechPhone:  +1-877-875-4311 
OrgTechEmail:  ipalloc@cogentco.com
OrgTechRef:    http://whois.arin.net/rest/poc/IPALL-ARIN

RTechHandle: IPALL-ARIN
RTechName:   IP Allocation
RTechPhone:  +1-877-875-4311 
RTechEmail:  ipalloc@cogentco.com
RTechRef:    http://whois.arin.net/rest/poc/IPALL-ARIN

#
# ARIN WHOIS data and services are subject to the Terms of Use
# available at: https://www.arin.net/whois_tou.html
#

```